# Rendez-vous d'amour dans un pays en guerre
 (octobre 2014).
Si vous disposez d'ouvrages ou d'articles de référence ou si vous connaissez des sites web de qualité traitant du thème abordé ici, merci de compléter l'article en donnant les références utiles à sa vérifiabilité et en les liant à la section « Notes et références ».
Rendez-vous d'amour dans un pays en guerre (titre original espagnol : Desencuentros) est un recueil de nouvelles écrites par l'écrivain chilien Luis Sepúlveda, publié pour la première fois en 1997 par Tusquets Editores à Barcelone, et en France la même année par les éditions Métailié.

## Présentation
Au travers de nombreuses nouvelles, courtes pour la majorité, Luis Sepúlveda propose sa vision de rencontres improbables, manquées, ratées, loupées… bref, de rencontres qui ne se déroulent pas comme elles pourraient se passer. Il s'agit donc d'un point de départ commun à diverses situations, majoritairement dans le cadre du Chili contemporain ou d'un passé proche, notamment sous le régime militaire d'Augusto Pinochet, par lequel l'auteur a été emprisonné en 1973.
Le recueil se compose de quatre parties et d'une nouvelle finale.

## Liste des nouvelles et quelques brèves notices
Rendez-vous manqués de l'amitié
- Une maison à Santiago : Au cours d'une exposition d'œuvres du photographe C.G. Hudson, un cliché attire l'attention d'un visiteur rentré au hasard d'un orage dans une galerie de Zurich. Cette photographie le renvoie au Chili de sa jeunesse, dont il a fui le régime de Pinochet.
- À propos de quelque chose que j'ai perdu dans le train : Un petit chilote accompagnant son père restaurateur lors d'un voyage de réapprovisionnement, embarque dans le train face à un prisonnier. En rêverie, il s'enfuit avec lui dans la pampa, devenant le nouveau Manuel Rodríguez ou l'égal des frères Neira.
- Rolandbar : à Valparaíso, règlement de comptes entre marins.
- Changement de route : 17 mai 1980, un train faisant la liaison entre Antofagasta et Oruro se perd dans le brouillard  sur les flancs du volcan San Pedro.
- Le Dernier Fakir
- Quand tu n'auras plus d'endroit où pleurer
- Répondeur automatique

Rendez-vous manqués avec soi-même
- Pour tuer un souvenir
- Dimanche de pluie
- My favorite things : Un morceau du quartet de Thelonius Monk entraîne le narrateur plus près de sa famille disparue.

Rendez-vous manqués avec le temps qui passe
- À propos du journal d'hier : Dans le temps d'incertitude qui suit immédiatement un coup d'État, un homme reste cloîtré chez lui, dans l'attente fébrile de savoir s'il fait partie du camp des vainqueurs ou du camp des vaincus, du camp des nouveaux maître ou des condamnés, ceci au fil des erratums que publie d'un jour sur l'autre le journal.
- Un homme qui vendait des bonbons dans le parc : Un faible d'esprit conte comment il se fait racketter par des hommes en noir.
- Une voiture s'est arrêtée au milieu de la nuit
- Souvenirs patriotiques : Un membre zélé du ministère des relations extérieures s'emploie à organiser en toute hâte une commémoration d'une victoire du général argentin San Martín, craignant qu'un oubli tel puisse être à l'origine d'une brouille entre les deux nations sœurs. Le fait initiateur de cette urgence, une famille argentine saluant son drapeau, n'est en fait qu'un départ en voyage, et n'a en rien à voir avec le patriotisme.
- Un rendez-vous manqué
- Petite Biographique d'un grand de ce monde
- Actes de Tola : Un groupe de — paisibles — rebelles est expédié au diable vauvert par la junte militaire. Ils sont déportés à Tola, village abandonné par la compagnie salpêtrière qui auparavant exploitait ce coin du salar d'Atacama, à 50 km au sud de San Pedro de Atacama. Les prisonniers trouvent alors à s'occuper l'esprit en remettant en marche une vieille locomotive en train de se décomposer dans une grange.
- Le Bibliothécaire : Itzahuaxatin, gardien de la mémoire aztèque, bibliothécaire de Tecayehuatzin, le maître de Huexotingo. Après que les malheurs se furent abattus sur sa patrie pleine de culture, s'en référant au poète Axahuantazol, il s'enfuit en un lien secret, afin de défendre la mémoire de son peuple menacée par l'arrivée des Espagnols.
- Description d'un lieu inconnu : Luis Sepúlveda transmet le secret détenu dans sa famille depuis son lointain ancêtre Juan Ginés de Sepúlveda, dit « l'Humaniste », qui aurait été le dépositaire des feuillets perdus de la Carta rarísima (ou Lettera rarissima), document exceptionnel dans lequel, le 7 juillet 1503, Christophe Colomb expose aux Grands d'Espagne les splendeurs de Moxoxomoc, cité merveilleuse quelque part entre le Mexique et le Honduras.
- Le Champion : Le boxeur médaillé d'or aux VIIIe Jeux panaméricains de 1979 en catégorie welter[1] monte un groupe de combattants pour aller rejoindre les insurgés de l'Armée de libération nationale de Bolivie. La fin de cette nouvelle semble constituer une conclusion alternative à Changement de route, plus tôt dans le recueil.

Rendez-vous d'amour manqués
- Café
- En haut quelqu'un attend des gardénias
- Histoire d'amour sans paroles
- Rendez-vous d'amour dans un pays en guerre : Pendant la révolution sandiniste au Nicaragua, à Rivas, un homme doit passer la soirée avec une femme qu'il a rencontrée plus tôt au cours des événements. Mais il doit auparavant garder un prisonnier, qui sera exécuté pour trahison.
- Façons de voir la mer
- « Viens, je vais te parler de Pilar Solorzano » : À Prague, le narrateur tombe, dans la vitrine d'un bouquiniste, sur un exemplaire d'un ouvrage pour la jeunesse, Histoire de la machine à vapeur, dont la dédicace lui fait comprendre qu'un personnage de son enfance n'était pas une légende.

Aussi une autre porte du ciel